# 佐田岬

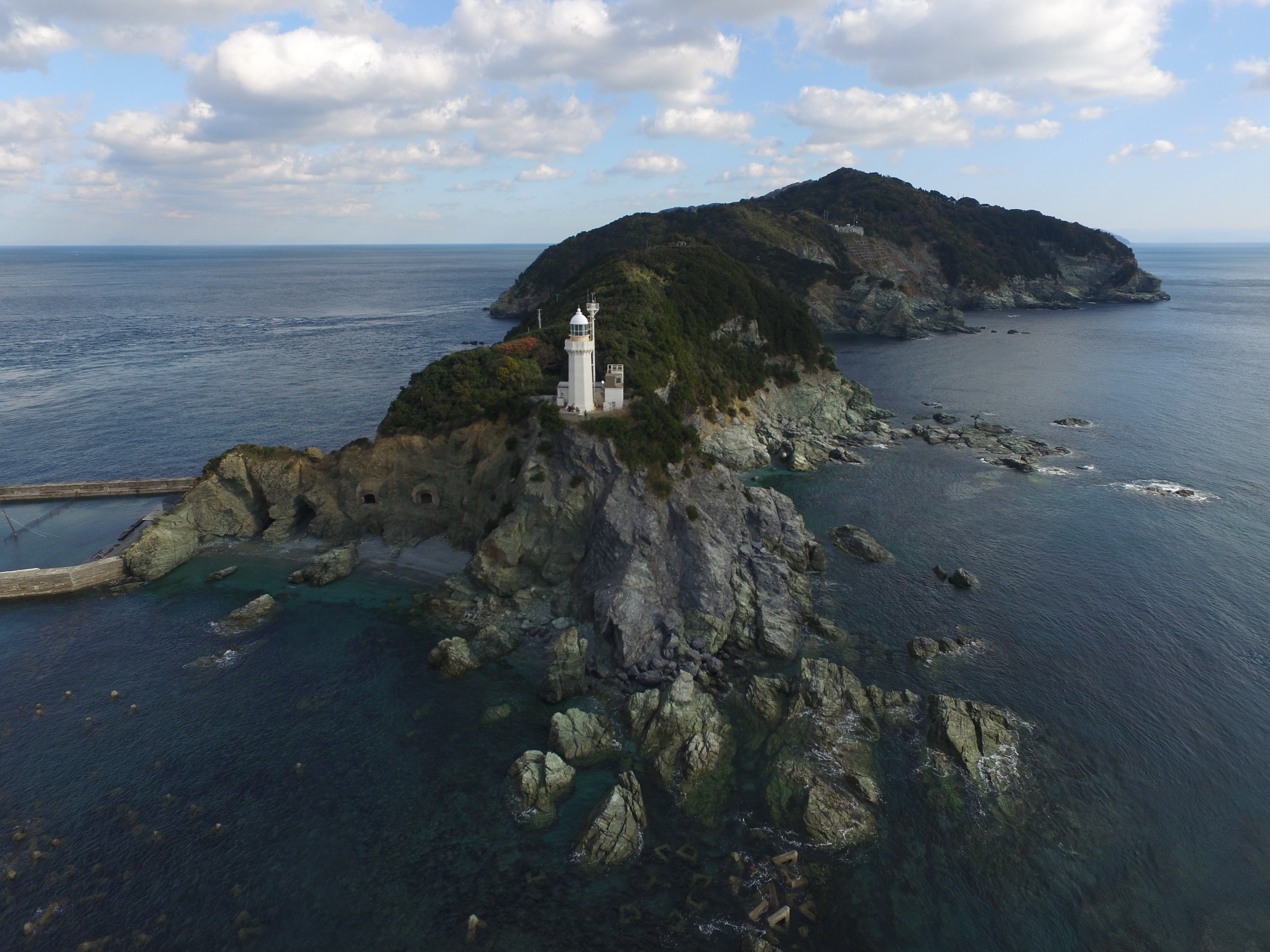
空撮

佐田岬（さだみさき）は、愛媛県の佐田岬半島先端にある、四国最西端の岬。
九州本島最南端の佐多岬（さたみさき）と字や読みが似ているため、混同されることがある。漢字の違いの他、こちらは“さだみさき”と、濁音であることが異なる。

## 概要

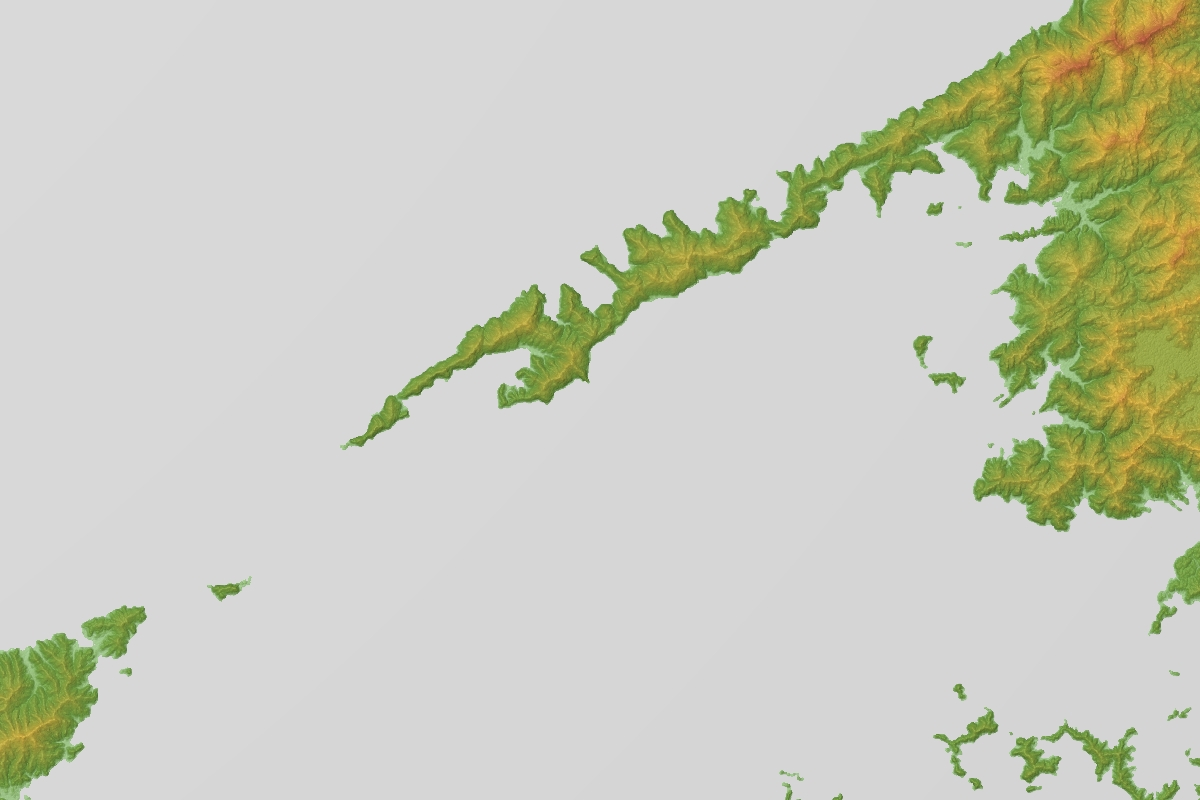
右の佐田岬半島の先端が佐田岬

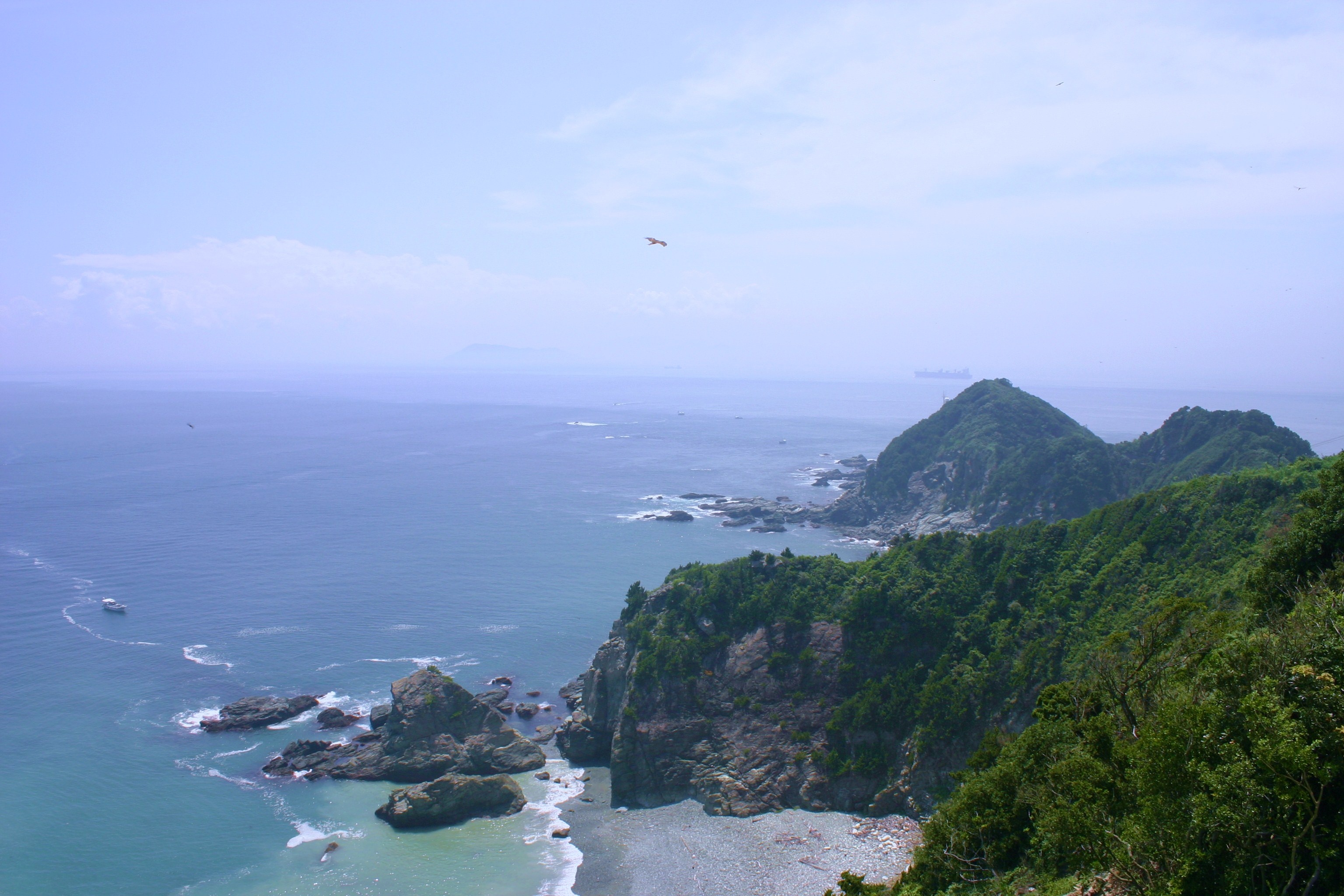
佐田岬より豊予海峡をはさみ、佐賀関を望む。

九州の佐賀関半島先端にある関崎と向かい合い、豊後水道の最も狭い部分である豊予海峡（速吸瀬戸）を形づくる。愛媛県西宇和郡伊方町（旧・三崎町）に属する。瀬戸内海国立公園の一部ともなっている。
海上交通の要所だが、付近には黄金碆（おうごんばえ）をはじめとして岩礁が多く、難所として知られる。

## 佐田岬灯台
突端には佐田岬灯台（高さ18メートル、灯高49メートル）が立てられている。麓には10台程度の駐車スペースのある駐車場もあり、駐車場から佐田岬灯台へは遊歩道で1.8kmの距離である。大正7年建造、登録有形文化財である。

## 豊予要塞　佐田岬砲台
1924年から1945年にかけて豊予要塞の一部として佐田岬灯台付近一帯に豊後水道の防衛のために砲台が設置された。佐田岬砲台は昭和19年にいったん廃止されたが、終戦間際に本土決戦に備えて再整備された。

## 画像解説

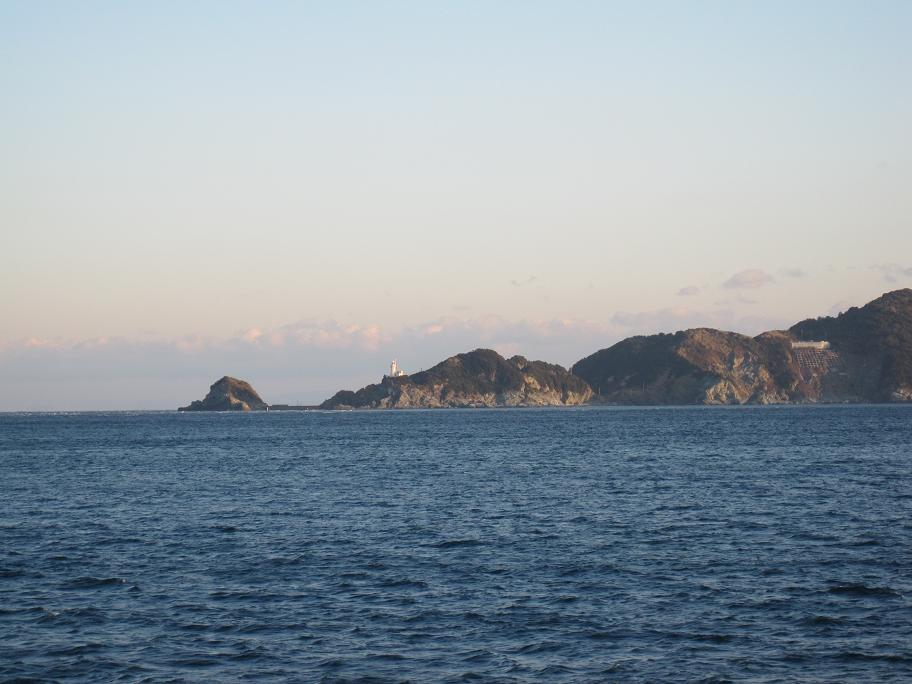
豊後水道から佐田岬を望む
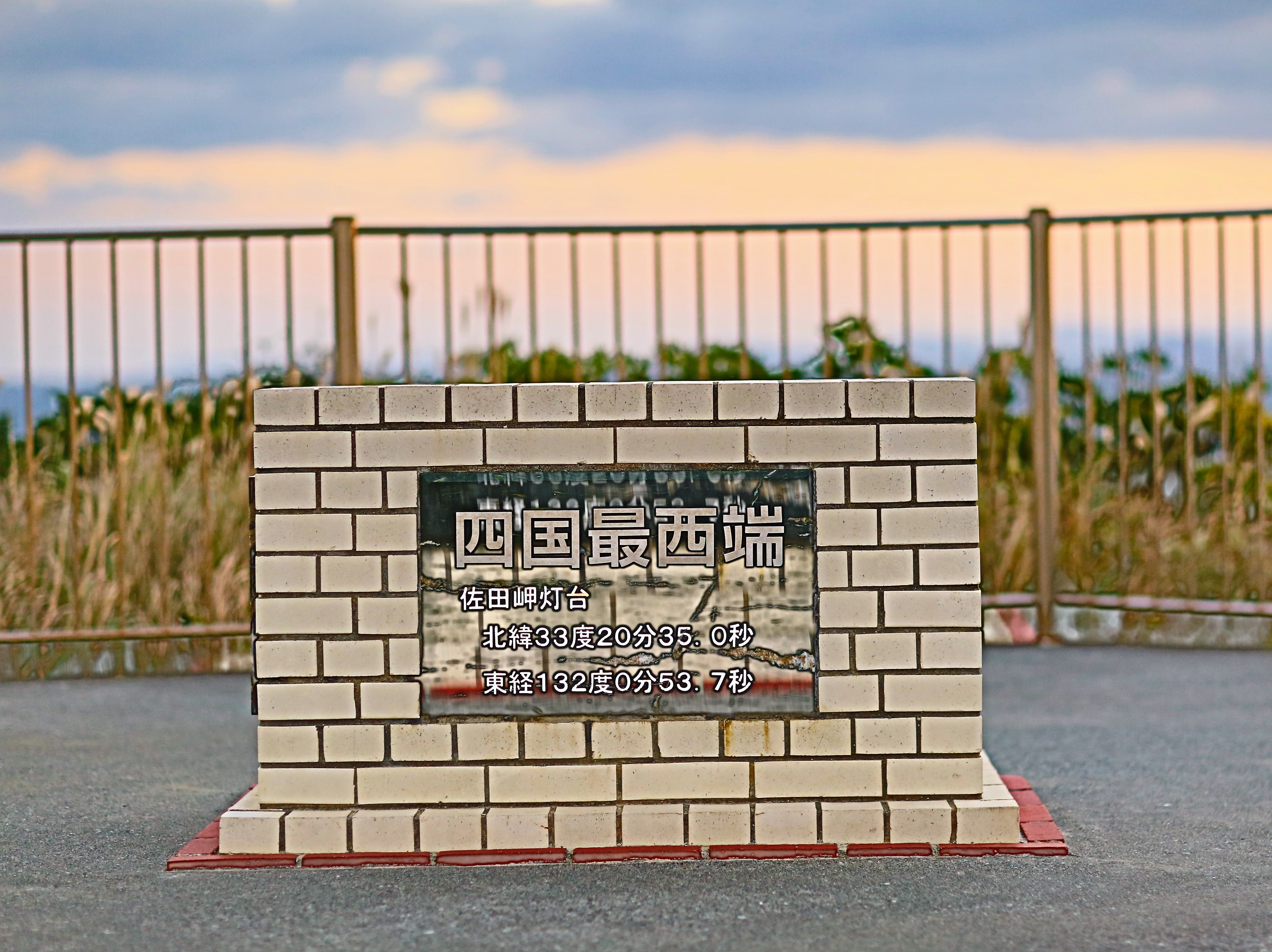
四国最西端の碑
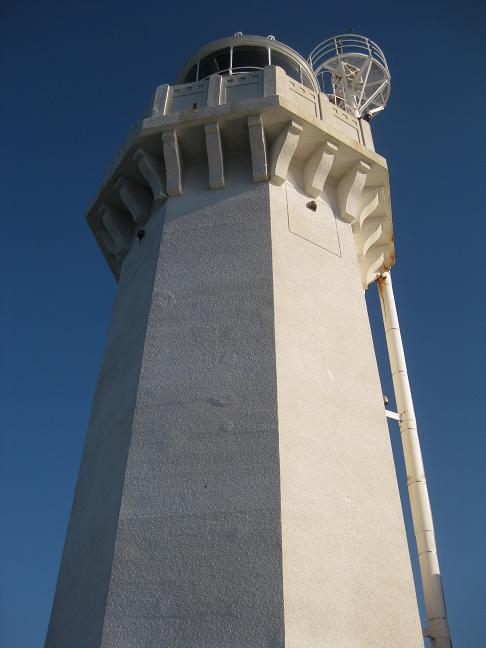
佐田岬灯台